# Nikolaus Mayr-Melnhof
Nikolaus Mayr-Melnhof, né le 9 novembre 1978 à Leoben, est un pilote automobile autrichien.

## Palmarès
- Vainqueur des 12 Heures de Hongrie en 2010